# Dødsporno
Dødsporno er pornografi hvor døden fremstilles i en erotisk eller pornografisk sammenhæng. I dødspornografien er selve døden, og de følelser der knytter sig hertil, selve formålet. Actionfilm/bøger, krigsfilm/bøger, krimier, katastrofefilm, politivideoer eller dokumentariske film fra krigszoner og lignende, falder derfor ikke ind under denne kategori, idet de ikke er frembragt med det formål at vise døden.

## Udbredelse
Dødspornografien florerede før Internettets udbredelse primært i skrift i mindre subkulturer, men med Internettets udbredelse er den blevet både mere grafisk og mere tilgængelig. Der findes et utal af hjemmesider på Internettet, hvor man kan finde dødspornografiske fortællinger, billeder og videoer. Langt de fleste sider er på engelsk (nogle af disse kan f.eks. findes via Darksites), men ikke ret mange på dansk.

## Fiktiv og ægte dødsporno
Der skelnes ofte mellem fiktiv dødsporno og ægte dødsporno (bedre kendt som ’snuff’). I den fiktive dødsporno er der tale om fiktion, altså opdigtede forløb. Er der tale om videoer eller billeder, er de medvirkende modeller eller skuespillere, og der bruges teaterblod og/eller våbenattrapper, og de medvirkende lader som om de dør eller er i smerte. I den ægte dødsporno (’snuff’) bliver offeret rent faktisk slået ihjel. Hvor vidt der findes såkaldte snuff film – altså ægte dødspornografiske film – i omløb, var en populær myte, som i lang tid ikke kunne bekræftes. Der er i løbet af de seneste år, dukket sager op, som beviser det modsatte. Evt. se Luka Magnotta og Peter Scully. Emnet 'Snuff Porn' behandles bl.a. i filmene Snuff (1976) og 8 mm (1999).